# Bobby Evans (calciatore)
Robert Evans, detto Bobby (Glasgow, 16 luglio 1927 – 1º settembre 2001) è stato un calciatore e allenatore di calcio scozzese.
Morì nel 2001 di polmonite, dopo aver sofferto alcuni anni della malattia di Parkinson.
Nel 2008 venne inserito nella Scottish Football Hall of Fame.

## Carriera

### Club
Cresciuto nel settore giovanile del Celtic, giocò poi per gran parte della sua carriera nel club biancoverde di Glasgow. Scese sul terreno di gioco 384 volte, segnando 9 reti.
Nel 1960 si trasferì in Inghilterra al Chelsea, dove rimase una sola stagione, prima di trasferirsi, nella doppia veste di calciatore-allenatore, nel club gallese del Newport County. Anche in questa formazione restò una sola stagione; nel 1962 tornò infatti in Scozia, per giocare nel Greenock Morton. Dopo un solo anno di permanenza nel club di Greenock, nel 1963 passò al Third Lanark. Qui rimase due stagioni: nella seconda ricoprì anche la carica di allenatore. Nel 1965 l'ultimo trasferimento della carriera, al Raith Rovers, dove giocò fino al suo ritiro.

### Nazionale
Con la nazionale scozzese disputò 48 incontri, partecipando anche al Campionato mondiale di calcio 1954 in Svizzera ed a quello del 1958 in Svezia.

## Palmarès
- Coppa di Scozia: 2

Celtic: 1951, 1954
- Campionato scozzese di calcio: 1

Celtic: 1954
- Scottish League Cup: 2

Celtic: 1957, 1958
- Coronation Cup

Celtic: 1953